# Pantaiivka
Pantaiivka (în ucraineană Пантаївка) este o așezare de tip urban din orașul regional Oleksandria, regiunea Kirovohrad, Ucraina. În afara localității principale, nu cuprinde și alte sate.

## Demografie
Componența lingvistică a așezării de tip urban Pantaiivka
     Ucraineană (93,92%)
     Rusă (4,34%)
     Alte limbi (1,58%)
Conform recensământului din 2001, majoritatea populației așezării de tip urban Pantaiivka era vorbitoare de ucraineană (93,92%), existând în minoritate și vorbitori de rusă (4,34%).